# Bernardino Valle
Bernardino Valle (Rapallo, 16 de agosto de 1830-Corrientes , 10 de octubre de 1896) era un navegante y militar italiano dedicado al comercio y transporte, que en 1850 llegó a Argentina; fue el fundador de la localidad de Ituzaingó (Corrientes).

## Biografía
Bernardino Valle nació en la localidad de Rapallo, en la región de la Liguria, Italia. Era hijo de José Valle y Teresa Gardella. A los 16 años, decidió dejar Italia para convertirse en marinero, recorriendo los mares de Europa. Se decía que había luchado bajo el mando del General Giuseppe Garibaldi. En 1850 llegó a Argentina y, con su propio barco, navegó por el Río Paraná hasta Asunción, Paraguay, comerciando y transportando bienes.
En Corrientes, formó una familia y se casó en 1860 con doña Luisa Arzamendia, miembro de una familia local, con quien tuvo 9 hijos. Con el paso de los años, sus descendientes supieron valorar y proteger su legado. Incluso hoy en día, sus descendientes mantienen y heredan su ciudadanía italiana. Dejó su carrera como marino para dedicarse a la agricultura y el comercio en tierra. A unos 300 kilómetros al este de la capital de Corrientes, entre las propiedades de Ibicuí y S. Gará, fundó su primer establecimiento ganadero, San Gerónimo. Transportó todo, incluyendo su familia y sus bienes, desde la capital. En 1861, registró su marca de hacienda por primera vez, la cual aún conservan sus hijos.
En 1863, junto con Juan Rivera y Francisco López, envió una nota al Gobierno de Corrientes solicitando la creación de un pueblo en la margen izquierda del Río Paraná, en el paraje conocido como "Tranquera de Loreto". El entonces Gobernador Manuel Ignacio Lagraña recibió la solicitud. Se consideraba que el lugar era ideal para la actividad comercial y que permitiría regular y ordenar el tráfico de personas y mercancías que pasaban por el puerto local hacia y desde Misiones, la ciudad de Corrientes y Buenos Aires. Hasta ese momento, el crecimiento del pueblo se había centrado en la actividad ganadera y portuaria.
Para 1871, los primeros pobladores de Ituzaingó (incluyendo algunos italianos) ya tenían títulos de propiedad. Además, Bernardino Valle había presentado una solicitud para construir la primera escuela del lugar: "Elevada al señor ministro don Juan Esteban Martínez; se solicita para el pueblo la creación de una Escuela, un edificio para ella y una oficina pública. También se pide la reparación de la bajada al puerto, un pequeño puente para el vado de la Tranquera y una valla para el cementerio", según la "Historia de la fundación del pueblo de Ituzaingó en la Provincia de Corrientes".
Hoy en día, la antigua casa de Bernardino Valle está protegida como patrimonio de la ciudad y se encuentra cubierta por una estructura con techo y rejas para evitar que se dañe. Es posible visitar la casa, que se ha convertido en un museo que muestra objetos de la época. En el 154 aniversario de la fundación de la ciudad de Ituzaingó, Corrientes, se inauguró un lugar donde se depositaron los restos de Bernardino Valle.
Su día se celebra el 12 de agosto a las 00:00 horas en el centro cultural de la ciudad de Ituzaingó, en un acto junto a sus tataranietas, además se realizan otras actividades como Ofrenda floral al pie del busto del fundador, Bernardino Valle en la Plazoleta República del Paraguay a pocos metros de la casa del fundador, también se procede al Izamiento de las banderas nacional, provincial y municipal en la plaza General San Martín y el Solemne Tedeum en la Parroquia San Juan Bautista.

## Fundaciones
Fundó la ciudad de Ituzaingó el 12 de agosto de 1864.

## Casa de Bernardino Valle

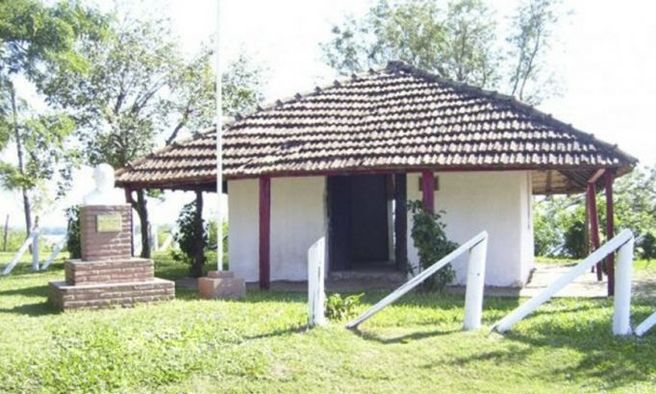
Casa de Bernardino Valle sin protección.

Data del año 1878. Construyó esta casa en el paraje “Puerto Mamá”; es una vivienda de campo que se encuentra ubicado en las barrancas a orillas del Río Paraná, lugar que Valle utilizaba para carga y descarga de mercaderías transportadas por vía fluvial, como así también para descanso durante su paso por esta zona.
Actualmente conserva su estilo original: posee un solo ambiente, rodeada de galerías, un perímetro libre, muros revocados, columnas de madera en galería, piso de ladrillos, techo de tejas y cielorraso de tacuara. Es una vivienda de campo argentino espontáneo, de gran valor paisajístico ya que se encuentra ubicado en las barrancas a orillas del Río Paraná.

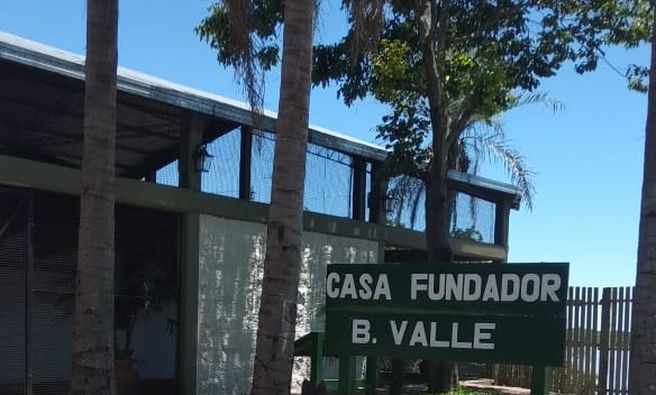
Entrada a la Casa de Bernardino Valle

Hoy en día la casa corre riesgo de ser destruida por desgaste en el barranco debido al movimiento de la arena y la crecida del nivel del agua del Río Paraná. El municipio realiza trabajos de contención para salvar la casa y evitar así el continuo desgaste del terreno.